# Before Nightfall
Albums de Robert Francis
One By One
(2007) Strangers in The First Place
(2012)
Singles
1. Junebug
2. Keep On Running

Before Nightfall est le second album du chanteur américain Robert Francis. Il sort en 2009 avec Junebug et Keep On Running comme singles.

## Écriture et production
En 2007, Robert Francis sort One By One, un album auto-produit. Before Nightfall est son premier album dans une major, à savoir Atlantic Records. Il est cette fois-ci produit par Dave Sardy, qui a notamment travaillé avec Marilyn Manson ou Oasis.
À propos de l'album, le chanteur révèle : « il est centré sur une relation particulière que j'ai vécue à Los Angeles qui m'a hanté et m'a consumé pendant cinq ans ». Before Nightfall est un album plutôt sombre, davantage que le précédent, qui aborde des thèmes comme la nostalgie.
La réalisation de l'album ne dure qu'une semaine, Robert Francis ne désirant pas cacher sa musique derrière des arrangements. L'enregistrement est réalisé avec peu de personnes, principalement un groupe de quatre membres. Les sœurs du chanteur, Carla et Juliette Commagere, participent aux chœurs et Ry Cooder, ami de la famille, joue de la guitare slide sur Climb a Moutain.

## Promotion et sortie
L'album sort en France en février 2010.

## Réception

### Accueil critique
L'album est reçu de manière inégale par la critique. En France, Le Parisien parle d'un album « habité par une intensité toute personnelle et une voix renversante ». Loïc Picaud de Music Story parle quant à lui d'un « disque de pure americana totalement réjouissant ».
Pour Michael Hann du Guardian, « c'est une brume plaisante de guitares, basse et batterie, se glissant comme la vue des plaines du Midwest depuis la fenêtre de la voiture ». Il regrette toutefois le manque d'universalité de l'album. Même s'il trouve les chansons bonnes et qu'elles « abordent le même chagrin et le même rock, la même folk et la même country old-school » que celles du premier album, Marc Hawthorne du A.V. Club trouve que la production de cet album éloigne l'artiste de celui qui l'écoute. Toutefois, Jean Beauchesne de Canoë estime que l'album « le ramène dans un registre plus accessible » que One By One.
Selon le quotidien britannique Metro, le chanteur « singe ses nombreux héros » (Bruce Springsteen, Bob Dylan ou encore Tim Buckley) à tel point qu'on ne sait pas qui est Robert Francis. L'album est un « exercice de ventriloquie sonique, dans lequel [il] change de style vocal à presque chaque chanson ».
Parmi les titres de l'album, les deux singles Junebug et Keep On Running sont particulièrement appréciés,.

### Accueil commercial
L'album se classe dans les charts de plusieurs pays européens : il atteint la 17e place des meilleures ventes d'albums en Allemagne, la 26e en France, la 43e position en Autriche, la 31e en Portugal, la 47e en Suisse et la 74e en Belgique francophone.
| Classement (2010)            | Meilleure position |
| ---------------------------- | ------------------ |
| Allemagne (Media Control AG) | 17                 |
| Autriche (Ö3 Austria Top 40) | 43                 |
| Belgique (Wallonie Ultratop) | 74                 |
| France (SNEP)                | 26                 |
| Portugal (AFP)               | 31                 |
| Suisse (Schweizer Hitparade) | 47                 |

## Titres
Toutes les chansons sont écrites et composées par Robert Francis.
| 1.    | Darkness            | 2:54 |
| 2.    | Junebug             | 3:58 |
| 3.    | Nightfall           | 3:25 |
| 4.    | Climb a Mountain    | 3:44 |
| 5.    | I Like the Air      | 3:21 |
| 6.    | Keep On Running     | 3:43 |
| 7.    | Mescaline           | 4:06 |
| 8.    | Where You Came From | 2:53 |
| 9.    | One By One          | 5:18 |
| 10.   | Hallways            | 2:50 |
| 11.   | Playground          | 3:44 |
| 12.   | Do What I Can       | 3:35 |
| 43:30 |                     |      |